# Batignolles
Batignolles è il 67º quartiere amministrativo di Parigi, situato nel XVII arrondissement, a nord-ovest.
Storicamente fu uno dei quartieri più amati dagli impressionisti: lo rappresentarono nei loro quadri, lo scelsero per aprirvi gli studi o per viverci. Non a caso intorno al 1860 alcuni di essi diedero vita al gruppo di Batignolles, così chiamato perché si riuniva al Café Guerbois, in Avenue de Clichy, per bere e discutere di progetti e arte.
Nella settimana di sangue del maggio 1871 il quartiere fu teatro di violenti scontri tra le truppe del generale Montaudon e i difensori della Comune di Parigi.